# Oraesia argyrosigna
Oraesia argyrosigna là một loài bướm đêm trong họ Noctuidae.